# Церковь Святого Марка (Загреб)
Церковь Святого Марка (хорв. Crkva svetog Marka) — католическая приходская церковь в Загребе, одна из старейших построек города, яркая символическая достопримечательность столицы Хорватии. Церковь находится в Верхнем городе, на площади Святого Марка, рядом со зданием парламента Хорватии.
Приход святого Марка впервые упоминается в исторических документах в 1261 году. Принято считать, что церковь сооружена в XIII веке; об этом, в частности, свидетельствует романское окно на южном фасаде. Из-за средневековых пожаров и землетрясений здание неоднократно перестраивалось, первоначальный вид его определить сейчас трудно. В связи с многочисленными перестройками, церковь, имеющая форму трёхнефной базилики, сочетает романские, готические и барочные детали.
Последнюю серьёзную реконструкцию церковь святого Марка в Загребе претерпела в 1876—1882 годах под руководством венского реставратора готических церквей Фридриха фон Шмидта. Именно тогда храм обрёл новую крышу, давшую ему неповторимый и запоминающийся облик, и сделавшуюся «визитной карточкой» Загреба.
Именно благодаря этой необычной черепичной крыше небольшая церковь святого Марка известна далеко за пределами Хорватии. На высоком скате крыши цветной черепицей выложены два огромных герба — герб города Загреба (белый замок на красном фоне) и герб Триединого королевства Хорватии, Далмации и Славонии.
Церковь святого Марка знаменита также готическим южным порталом XIV века. Пятнадцать деревянных скульптур работы пражского мастера Ивана Парлера расположены в отдельных нишах. В верхней части портала — Богородица и Иосиф с младенцем Иисусом, ниже — 12 апостолов. Часть статуй аутентичные, другие же более поздние, установленные взамен утраченных. На северо-западной стене церкви можно увидеть льва, который держит древний герб Загреба, и дату — 1499 год. В интерьере храма интересны фрески с изображениями членов хорватской королевской семьи.